# Nemoria darwiniata
Nemoria darwiniata är en fjärilsart som beskrevs av Dyar 1904. Nemoria darwiniata ingår i släktet Nemoria och familjen mätare. Inga underarter finns listade i Catalogue of Life.